# Out of Time (chanson de The Weeknd)
Pour les articles homonymes, voir Out of Time.
Singles de The Weeknd
Gasoline
(2022)
Out of Time est une chanson du chanteur canadien The Weeknd sortie le 7 janvier 2022 sous les labels XO et Republic Records. C'est le troisième single de l'album Dawn FM.

## Paroles et composition
Out Of Time est décrite comme une ballade RnB, pop et boogie. Les paroles de la chanson explique comment le traumatisme du chanteur lié à ses relations passées a eu un impact négatif sur sa capacité à résoudre la relation amoureuse qu'il avait avec son ex.
La chanson comprend un sample de Midnight Pretenders de la chanteuse Tomoko Aran.

## Clip
L'actrice Jung Ho-yeon apparaît dans le clip,.

## Classement
| Pays             | Classement        | Position | Référence |
| ---------------- | ----------------- | -------- | --------- |
| Afrique du Sud   | RISA              | 29       | [ 6 ]     |
| Australie        | ARIA              | 29       | [ 7 ]     |
| Canada           | Canadian Hot 100  | 20       | [ 8 ]     |
| Corée du Sud     | Gaon Chart        | 160      | [ 9 ]     |
| Danemark         | Track Top-40      | 32       | [ 10 ]    |
| États-Unis       | Billboard Hot 100 | 32       | [ 8 ]     |
| France           | SNEP              | 55       | [ 11 ]    |
| Grèce            | IFPI              | 12       | [ 12 ]    |
| Islande          | Plötutíðindi      | 17       | [ 13 ]    |
| Inde             | IMI               | 20       | [ 14 ]    |
| Italie           | FIMI              | 96       | [ 15 ]    |
| Japon            | Japan Hot 100     | 11       | [ 16 ]    |
| Lituanie         | AGATA             | 28       | [ 17 ]    |
| Nouvelle-Zélande | RMNZ              | 5        | [ 18 ]    |
| Pays-Bas         | Single Top 100    | 86       | [ 19 ]    |
| Portugal         | AFP               | 16       | [ 20 ]    |
| Royaume-Uni      | OCC               | 42       | [ 21 ]    |
| Slovaquie        | IFPI              | 90       | [ 22 ]    |
| Suède            | Sverigetopplistan | 46       | [ 23 ]    |
| Tchéquie         | IFPI              | 90       | [ 22 ]    |
| Vietnam          | Vietnam Hot 100   | 29       | [ 24 ]    |